# Willa

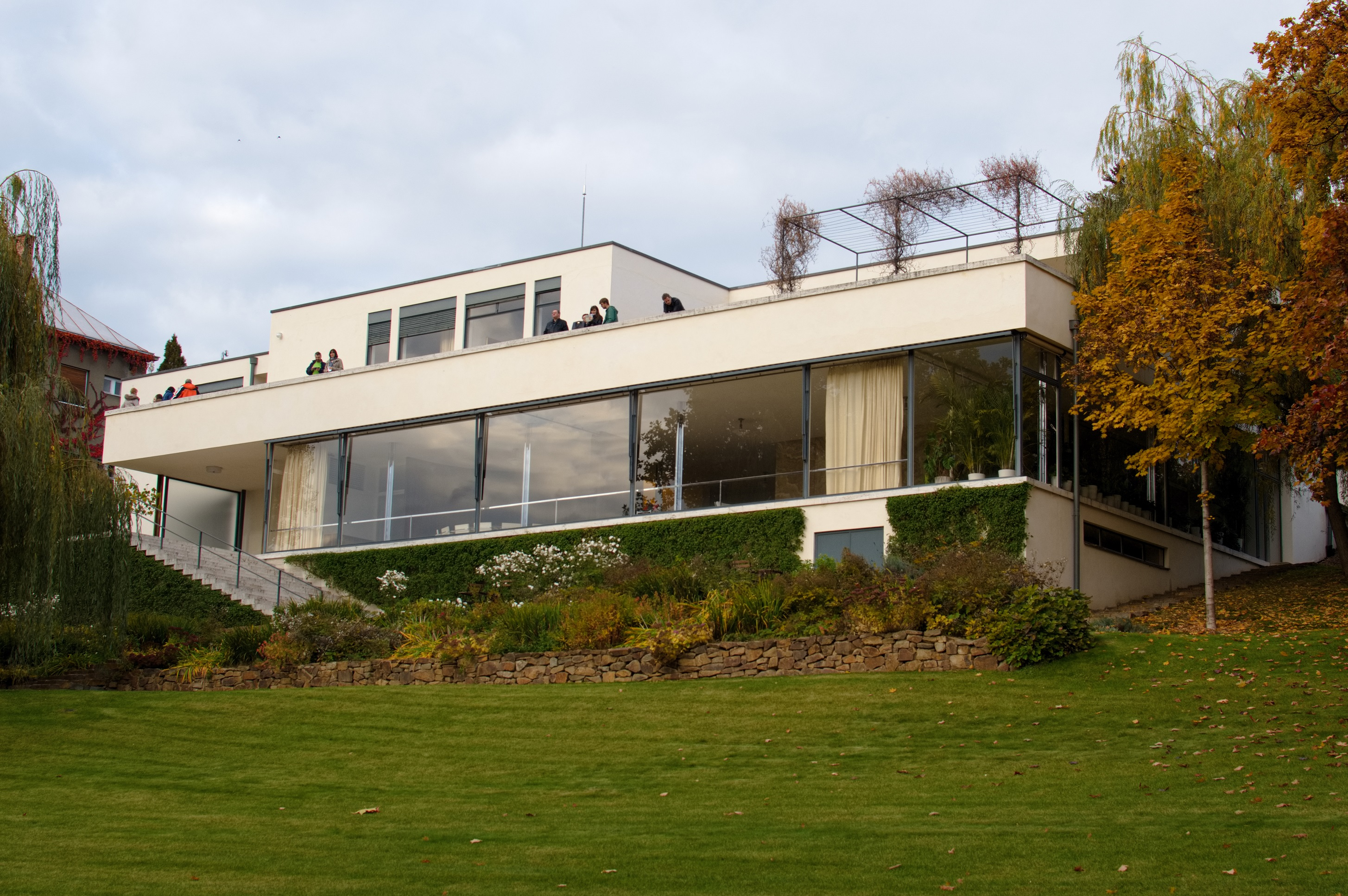
Modernistyczna willa Tugendhatów w Brnie (arch. Ludwig Mies van der Rohe, 1930)

Willa – niewielki budynek mieszkalny, powiązany zwykle z ogrodem.

## Willa w okresie rzymskim

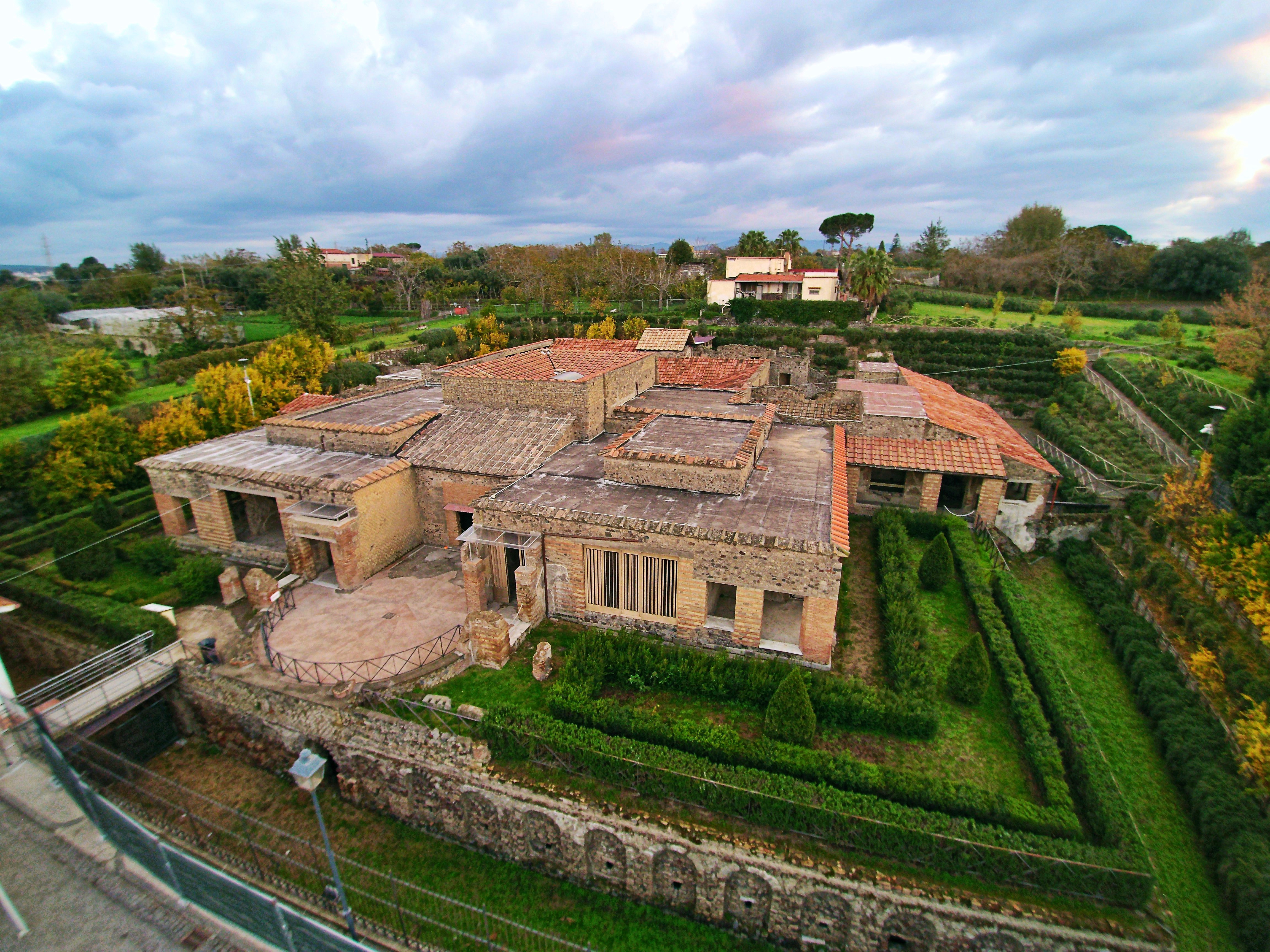
Pompejańska Willa z Misteriami

W starożytnym Rzymie były to przeważnie wiejskie domy bogatych obywateli. Dom mieszkalny miał na ogół plan w kształcie prostokąta, pomieszczenia (sypialnie, izby dla służby) otaczały atrium i perystyl. Dookoła willi znajdował się ogród z licznymi altankami.

### Rodzaje willi
Wyróżnia się następujące typy willi:
- villa urbana, którą budowano w miastach. Często lokalizowano je w pobliżu parków lub innych skupisk zieleni, mających zapewnić lokatorowi spokój od miejskiego gwaru. W willach miejskich (villa urbana) centralnym miejscu zamiast atrium znajdowała się eksedra, wokół której sytuowano pozostałe pomieszczenia otoczone portykami.
- Willa wiejska (villa rustica lub villa suburbana) swoim układem najbardziej przypominała dom rzymski z wcześniejszych okresów. Villa rustica stanowiła miejsce zamieszkania zarządcy dóbr, sprawującego nadzór nad terenami wiejskimi. Oprócz domu nadzorcy na jej terenie mieściły się zabudowania dla służby i niewolników oraz obiekty gospodarcze[3].
- Wille nadmorskie (villa maritima), oprócz domu oraz ogrodu z altanami, miały dodatkowo pobudowane baseny. Często budowano je na nadmorskich wysepkach oraz sztucznych molach[3].

## Wille w nowożytności oraz czasach najnowszych

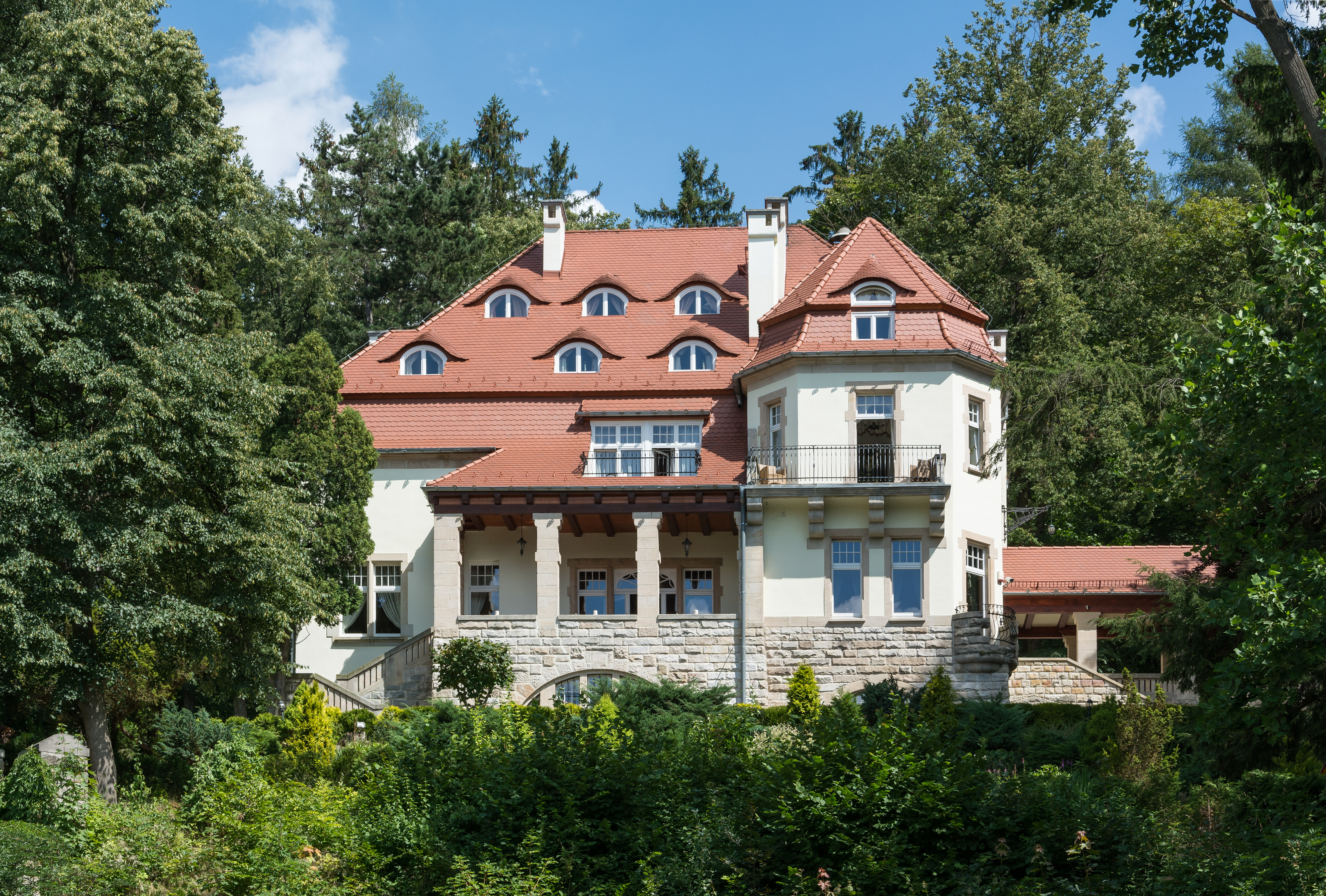
Willa Barbara w Lądku-Zdroju

Na terenie Italii odrodzenie kultury willowej nastąpiło prawdopodobnie w XIII wieku, zaś w XIV wieku na pewno pojawiły się one w okolicach Florencji. Typ willi nowożytnej, który stworzono we Włoszech w okresie odrodzenia, korzystając z wzorów antycznych, malowniczo kształtował jej bryłę i bogato dekorował. W okresie baroku wille budowano większe i okazalsze niż wcześniej. W XIX wieku budowano wille o formach historyzujących (głównie neogotyckie), a w I połowie XX wieku zasady budowy opierano na konstruktywizmie i funkcjonalizmie.
Współcześnie willą nazywa się większy, jednorodzinny budynek z ogrodem.